# Hoselips

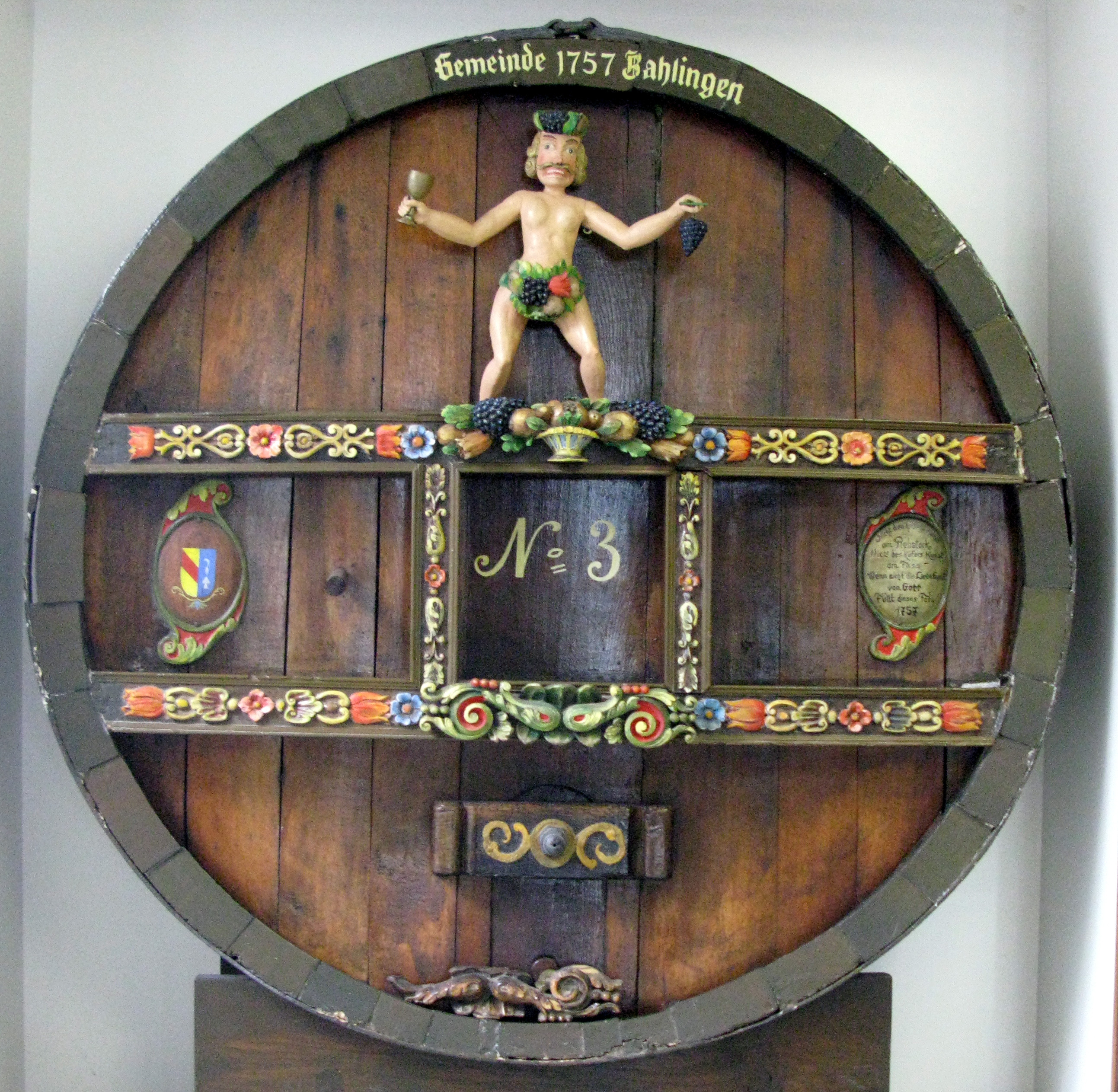
Fassboden im Rathaus mit Hoselips

Der Hoselips ist eine kleine hölzerne Figur, die ein Weinfass im Rathaus der Gemeinde Bahlingen am Kaiserstuhl schmückt und zur Hoselips-Sage gehört.

## Sage
In Bahlingen war früher der Wein die Haupteinnahmequelle der Einwohner. Daher war es üblich, die Steuern mit Wein statt Geld zu bezahlen. Dieser Wein wurde in schön verzierten Fässern im Keller des Rathauses gelagert, bis er reif für den Verkauf war. Auf einem dieser Fässer befand sich der Hoselips. Schon immer glaubten die Winzer, dass es von der Anwesenheit des Hoselips abhängt, ob ein guter Wein heranreift.
Doch eines Tages kam ein Weinhändler nach Bahlingen, dem der Hoselips sehr gefiel und der ihn mitnehmen wollte. Daher machte er dem Bürgermeister ein gutes Angebot. Der Bürgermeister dachte sich nichts dabei und gab den Hoselips bedenkenlos weg. Aber in den darauf folgenden Jahren gab es keinen guten Herbst mehr. Jedem war natürlich klar, warum. Deshalb holten die Gemeindeoberen den Hoselips wieder zurück nach Bahlingen, und seit diesem Tage geriet der Wein wieder.
Der Hoselips wird seitdem im Bahlinger Rathaus streng behütet.

## Gedicht
„Im Rathaus sitzt der Hoselips,

im Keller muß er sein,

denn er alleine füllt Bütt und Faß

der Bahlinger Gemein!“

## Fest
Seit 1977 findet in ungeraden Jahren Anfang September das Hoselipsfest in Bahlingen statt. Wie zahlreiche Weinfeste in der Umgebung laden dazu örtliche Vereine in schmucke Höfe zu kulinarischen Spezialitäten ein.

## Einzelnachweis
1. ↑  Heike Scheiding-Brode: Bahlinger Silberberg. 75 Jahre Winzer vom Silberberg, 1935 - 2010. Festschrift von ca. 2010.